# Motljus (musikalbum)
Motljus är ett studioalbum från 2006 av Staffan Hellstrand.
Hellstrand anlitade bandet Eggstone som kompgrupp på detta album. På singeln "Ta mina händer" medverkar också en gospelkör. Andra singeln var "Burnout".

## Låtlista
Musik och text av Staffan Hellstrand där inget annat anges.
| Nr  | Titel                       | Längd | Notering                                       |
| --- | --------------------------- | ----- | ---------------------------------------------- |
| 1.  | Burnout                     | 2:27  |                                                |
| 2.  | Skogåsfjäril                | 4:21  |                                                |
| 3.  | Nattrafik                   | 2:45  |                                                |
| 4.  | Ta mina händer              | 4:00  |                                                |
| 5.  | En del saker som jag gör    | 3:37  |                                                |
| 6.  | Inte utan dej               | 3:33  |                                                |
| 7.  | Min dörr                    | 3:03  |                                                |
| 8.  | Glömda vackra barn          | 2:20  |                                                |
| 9.  | Jupiter                     | 3:30  |                                                |
| 10. | Sommarfeber                 | 3:01  |                                                |
| 11. | Den snabbaste finten i stan | 4:03  | Musik: Staffan Hellstrand och Staffan Dahling. |

## Medverkande
- Staffan Hellstrand: gitarr, keyboard, munspel med mera
- Eggstone:
  - Per Sunding: bas, kör
  - Patrik Bartosch: gitarr, keyboard, kör, saz, mandolin med mera
  - Maurits Carlsson: trummor

- medlemmar ur The Master's Voice: kör
- Anna Stadling: kör
- Peter LeMarc: kör

## Listplaceringar
| Lista (2006) | Position |
| ------------ | -------- |
| Sverige      | 47       |

### Fotnoter
1. ↑  Information i Svensk mediedatabas.
2. ↑  Information i Svensk mediedatabas.
3. ↑  Information i Svensk mediedatabas.
4. ↑  Listplacering